# Noe Itó
Noe Itó (japonsky 伊藤 野枝, Itó Noe; 21. ledna 1895 Fukuoka – 16. září 1923 Tokio) byla japonská anarchistka, sociální kritička, spisovatelka a feministka. Byla šéfredaktorkou feministického časopisu Seitó. Její progresivní anarchofeministická ideologie zpochybňovala normy období Meidži a Taišó, během nichž žila. Od kritiků se jí dostávalo chvály za její schopnost protkat její osobní a politické ideje do jejích textů. Naproti tomu, japonská vláda její zpochybňování dobových konstruktů odsuzovala. Noe se stala mučednicí anarchistické ideologie v níž věřila po Incidentu Amakasu, kdy byla zavražděna spolu se svým milencem, anarchistickým spisovatelem Sakaem Ósugim a jeho synovcem.

## Životopis
Noe se narodila na ostrově Kjúšú v malé rybářské vesnici poblíž Fukuoky 21. ledna 1895 do aristokratické rodiny. Noe přesvědčila svého bohatého strýce, aby zaplatil za její vzdělání na Dívčí střední škole Ueno v Tokiu, kterou vystudovala. Právě na této škole si vytvořila blízký vztah k literatuře. Obzvláště si oblíbila pokrokové myšlenky tehdejších západních a japonských spisovatelů.
Během druhých letních prázdnin v dívčí škole v roce 1910 na ni rodina naléhala, aby se provdala za Fukutaróa Suemacu, muže, který se nedávno vrátil na Kjúšú ze Spojených států. Sňatek se Suemacuem byl podmínkou, se kterou musela souhlasit, aby mohla pokračovat ve studiu. Noe chtěla mít naprostou svobodu, a tak začala okamžitě spřádat způsob jak ze vztahu uniknout a usadit se v Tokiu. Učinila tak zásadní životní krok a přestěhovala se do Tokia, kde se provdala za bývalého učitele angličtiny, Džuna Cudžiho s nímž se seznámila na Dívčí střední škole v Ueno. Po dokončení studia se vztah Noe a Cudžiho stal romantickým a narodili se jim dva synové, Makoto (* 20. ledna 1914) a Rjúdži (10. srpna 1915). Oficiálně byli sezdáni v roce 1915. Jejich vztah trval asi čtyři roky.

### ČasopisSeitó
Noe se v roce 1914 připojila ke Společnosti modrých punčoch (青鞜社, Seitó-ša), která vydávala deministický kulturně-umělecký časopis Seitó (青鞜, v překladu: Modrá punčocha), a přispívala do něj až do roku 1916. V posledním roce svého působení ve funkci šéfredaktorky uplatňovala inkluzivní přístup k obsahu, kdy stránky otevřela rozsáhlým diskuzím o interrupcích, prostituci, volné lásce a mateřství. Zakladatelka časopisu Seitó, Raičó Hiracuka, by ji popsala jako spisovatelku s intenzivním a přirozeným citem. Doba, kdy Noe působila ve funkci šéfredaktorky byla křehká, protože mnozí se domnívali, že mladá redaktorka nebude schopna časopis řídit. Na obálce čísla z roku 1916 Noe zveřejnila svůj „Antimanifest”, v němž rozebrala názory čtenářů na své schopnosti. Redakční poznámku skončila poznámkou, že časopis bude „pro všechny ženy, časopis, který nemá žádnou ideologii a žádnou filozofii”.
Pod jejím vedením se časopis Seitó stal radikálnějším časopisem, což vedlo vládu k zákazu pěti čísel ohrožujících kokutai (národní vládní systém). Únorové číslo z roku 1914 cenzura zakázala kvůli povídce „Šuppon” (Útěk), kterou v časopisu publikovala Noe, pojednávající o mladé ženě, která uteče z domluveného manželství a poté je zrazena svým milencem, který jí slíbil, že s ní uteče z Japonska. Červnové číslo z roku 1917 bylo zakázáno, kvůli článku vyzývajícímu k legalizaci interrupcí v Japonsku.
Tři další vydání Seitó byla zakázána – jedno kvůli erotické povídce v níž žena šťastně vzpomíná na sex předchozí noci, další kvůli povídce pojednávající o rozpadu dohodnutého manželství a další kvůli článku nazvaném „Ženám světa”, který vyzýval ženy, aby se vdávaly z lásky. Povídky Noe měly společná témata – všechny byly ovlivněny jejími vlastními úvahami o politickém a osobním přesvědčení a vytváření živý literární obraz problémů, které ji v té době tížily. Její osobní texty publiované v Seitó se zabývaly mnoha problémy, s nimiž se ve svém životě potýkala jako byly domluvené sňatky, odepření svobodné lásky po níž tolik toužila, a sexuální přirozenost, která byla potlačována. Její povídka „Majoi” z roku 1914 vyprávěla příběh studentky, která se nastěhuje ke svému bývalému učiteli, načež zjistí, že měl poměr s její bývalou spolužačkou. Tato povídka je přímou paralelou k jejímu vlastnímu životu s Džunem Cudžim. „Tenki” další z jejích povídek vydaných v Seitó se zabývala spíše jejími vlastními problémy, protože hlavní hrdinku to táhne k sociálnímu aktivismu, zatímco její manželství se ukazuje jako překážka. Psaní bylo pro Noe způsobem jak vyjádřit své osobní přesvědčení. Při tvorbě svých příběhů často čerpala z vlastních skutečných událostí. Celkem do časopisu přispěla 61 díly.

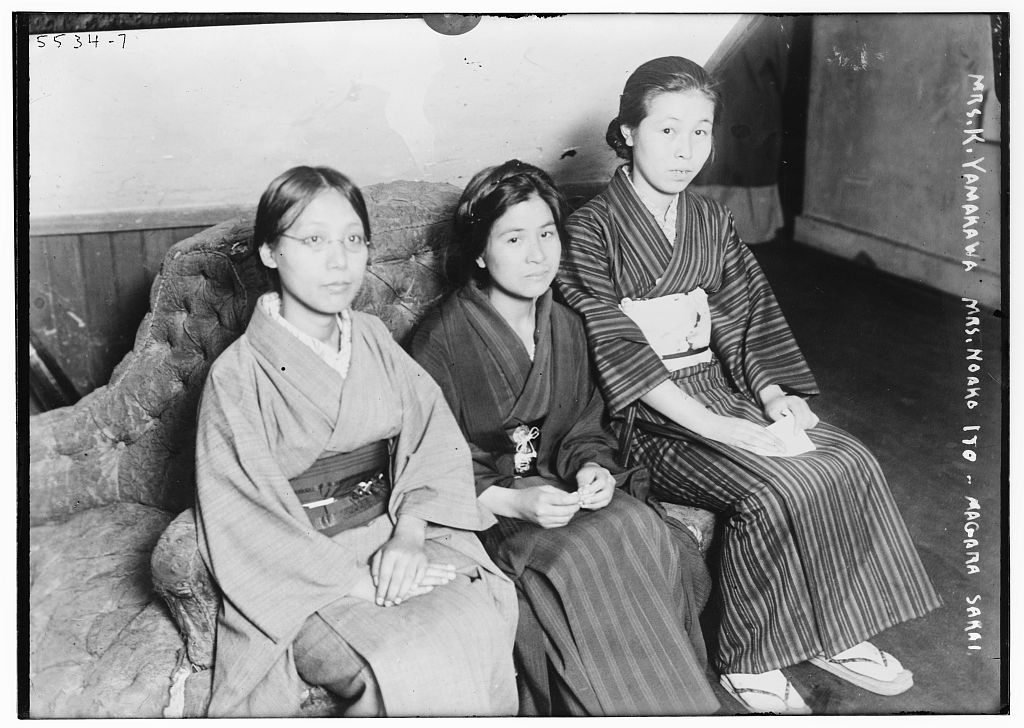
Kikue Jamakawa, Noe Itó a Magara Sakai

Pod vedením Noe Itó se z časopis Seitó začal více věnovat společenským otázkam. V letech 1914–1916 Noe vedla na stránkách časopisu debatu s feministkou Kikue Jamakawou o tom, zda by měla či neměla být legalizována prostituce. Noe obhajovala legalizaci prostituce ze stejných důvodů jako legalizaci interrupcí, a to proto, že věřila, že ženská těla patří pouze ženám, a že stát nemá ženám co říkat, co smí nebo nebo nesmí se svým tělem dělat. Noe navíc tvrdila, že sociální systém nenabízí ženám dostatek ekonomických příležitostí, a že většina japonských prostitutek jsou nemajetné ženy, které se k prodeji sexu uchýlily, aby přežily. Noe tak došla k závěru, že by tyto ženy neměly být trestány za to, že si pouze hledají prostředky k životu. Noe psala sociální kritiku a romány a překládala socialistické a anarchistické spisy z angličtiny do japonštiny od autorů jako byla Američanka Emma Goldman. V únoru 1916 časopis Seitó vydal své poslední číslo, kvůli nedostatku finančních prostředků, protože vláda zabránila distributorům v jeho prodeji.

### Život se Sakaem Ósugim
Noe se v roce 1916 seznámila se Sakaem Ósugim. Společně oba pokračovali v politickém aktivismu a politickým spisům. Jako pár praktikovali volnou lásku a nikdy se nevzali. Sakae Ósugi byl v té době ženatý s jinou ženou a také měl poměr s další feministkou, Ičiko Kamičikou.
Vášeň Noe k Ósugimu se projevila v únoru 1916, kdy se s ním šla projít do tokijského parku. Držela ho za ruku a na veřejnosti ho políbila. V té době se líbání na veřejnosti a držení za ruce v Japonsku považovalo za hluboce nemorální činy, kterých by se žádný slušný člověk neměl nikdy dopouštět. Mnoho lidí v parku dvojici za jejich chování vynadalo. Když se Ósugi později téhož dne setkal s Ičiko a řekl jí, že poprvé v životě políbil ženu na veřejnosti, reagovala žárlivě. Noe, která doufala, že se s Ósugim znovu setká, ho následovala do bytu Ičiko, kde poslouchala za dveřmi. Rozhodla se zaklepat, aby se mohla zapojit do rozhovoru. To mezi oběma ženami vyvolalo hádku o tom, která z nich má Ósugiho raději, zatímco Ósugi trval na tom, že miluje obě stejně. Ósugi nadále žil se svou manželkou a zároveň se stýkal s Ičiko i s Noe až do listopadu roku 1916, kdy Ičiko v žárlivosti následovala Ósugiho a Noe do venkovského hostince. Když viděla, že spolu strávili noc, napadla Ósugiho nožem, když ráno vyšel z pokoje, a několikrát ho bodla do krku. Ósugi byl kvůli zranění hospitalizován a jeho žena ho během pobytu v nemocnici opustila. Ičiko Kamička si odseděla dva roky ve vězení.
Noe a Ósugi spolu měli pět dětí a zůstali spolu až do konce jejich života i přesto, že nebyli sezdaní. Oba partneři spolupracovali jako vydavatelé. Společně pracovali na prohlubování myšlenek anarchismu. Prostřednictvím svých spisů se stali terčem kritiky a trnem v oku státu kvůli své neskrývané loajalitě ke svému přesvědčení. V roce 1921 Noe napsala články vydané v Ródó Undó (Pracovní hnutí), listu do kterého přispívala spolu s Ósugim.
Počátkem roku 1916 Noe žila a pracovala s Ósugim a nadále stoupala ve feministické skupině, přičemž vykazovala vůdčí potenciál. Jako anarchistka byla Noe velmi kritická ke stávajícímu politickému systému v Japonsku, což ji vedlo po volání po zavedení anarchismu do „každodenní praxe”, konkrétně k tomu, aby lidé různými drobnými způsoby běžně usilovali o podkopání kokutai. Noe kritizovala zejména způsob, jakým se většina Japonců automaticky podřizovala státu a přijímala tvrzení, že císař je bůh, kterého je třeba bezpodmínečně poslouchat, což ji vedlo k tomu, že si stěžovala, že je velmi obtížné většinu lidí přimět ke kritickému myšlení. Jako někdo kdo se postavil kokutai, byla Noe neustále obtěžována policií, až do té míry, že si stěžovala, že je její domov vězení a nemůže vyjít ven, aniž by ji nezastavil policista.

### Smrt
Podle spisovatele a aktivisty Harumiho Setoučiho byli 16. září 1923 Noe, Ósugi a jeho šestiletý synovec Munekazu (narozený v Portlandu v Oregonu) zatčeni, uškrceni a vhozeni do opuštěné studny oddílem vojenské policie (známé jako Kempeitai) pod vedením poručíka Masahika Akamasu. K této ukrutnosti došlo během chaosu, který následoval bezprostředně po velkém zemětřesení v Kantó. Po vyzvednutí těl ze studny byla těla prohlédnuta a bylo zjištěno, že jsou pokryta modřinami svědčících o surovém bytí. Podle literární vědkyně Patricie Morley, byli oba Noe Itó i Sakae Ósugi uškceni ve svých celách. Noe bylo 28 let.
Vražda dvou známých aktivistů společně s malým dítětem vešla ve známost jako Incident Amakasu a vyvolala šok a hněv napříč celým Japonskem. Akamasu byl zatčen a odsouzen za vraždy k deseti letům vězení, ale již po třech letech byl z vězení propuštěn.
Noe Itó a Sakae Ósugi jsou pohřbeni na hřbitově Kucunoja v Aoi-ku v Šizuoce.

## Odkaz
Režisér Jošišige Jošida natočil v roce 1969 film Erosu purasu gjakusacu (エロス＋虐殺) o Sakaem Ósugim. Noe Itó (hraje Mariko Okada) v něm má významnou roli.